# ویلم هوبرت ون بلینبورگ
ویلم هوبرت ون بلینبورگ (انگلیسی: Willem Hubert van Blijenburgh; ۱۱ ژوئیهٔ ۱۸۸۱ – ۱۴ اکتبر ۱۹۳۶) ورزشکار شمشیربازی اهل پادشاهی هلند بود.
وی در مسابقات کشوری و بین‌المللی در مجموع برندهٔ ۳ مدال برنز شده‌است.